# Adam Botek
Adam Botek (* 5. März 1997 in Komárno) ist ein slowakischer Kanute.

## Karriere
Seinen ersten internationalen Erfolg feierte Botek 2017 im Zweier-Kajak über 1000 Meter, als er bei den Weltmeisterschaften in Račice u Štětí mit Peter Gelle die Silbermedaille gewann. 2019 belegte er im Vierer-Kajak auf der 500-Meter-Distanz bei den Weltmeisterschaften in Szeged und den Europaspielen in Minsk jeweils den dritten Platz. In dieser Disziplin sicherte er sich außerdem 2021 bei den Europameisterschaften in Posen und den Weltmeisterschaften in Kopenhagen jeweils Silber. Im Zweier-Kajak wurde er darüber hinaus bei den Europameisterschaften über 1000 Meter mit Samuel Baláž Vizeeuropameister.
Bei den ebenfalls 2021 ausgetragenen Olympischen Spielen 2020 in Tokio nahm Botek an zwei Wettbewerben teil. Mit Samuel Baláž gelang ihm im Zweier-Kajak auf der 1000-Meter-Strecke nach Rang drei im Vorlauf und Rang zwei im Viertelfinale lediglich ein sechster Platz im Halbfinale, womit sie nur das B-Finale erreichten. Dieses beendeten sie auf dem zweiten Rang und damit Gesamtplatz zehn. Im Vierer-Kajak über 500 Meter belegte er mit Samuel Baláž, Denis Myšák und Erik Vlček zunächst sowohl im Vor- als auch im Halbfinallauf den zweiten Platz, ehe sich die Slowaken im Endlauf dem deutschen und dem spanischen Vierer-Kajak geschlagen geben mussten. In 1:23,534 Minuten überquerten sie eine Sekunde hinter den Spaniern und eine Zehntelsekunde vor den unter dem Namen „ROC“ antretenden Russen als Dritte die Ziellinie und gewannen somit die Bronzemedaille.